# Варнау (Гольштейн)
Варнау (нем. Warnau) — община в Германии, в земле Шлезвиг-Гольштейн.
Входит в состав района Плён. Подчиняется управлению Прец-Ланд. Население составляет 338 человек (на 31 декабря 2010 года). Занимает площадь 3,98 км².